# José Carlos Chaves
José Carlos Chaves Innecken (Atenas, 1958. szeptember 3. – ) Costa Rica-i válogatott labdarúgó. 

## Pályafutása

### Klubcsapatban
1981 és 1990 között az Alajuelense játékosa volt. 1990 és 1992 között Csehszlovákiában az Inter Bratislavában szerepelt. 1992 és 1994 között a Heredianóban játszott. 

### A válogatottban
1989 és 1990 között 4 alkalommal szerepelt az Costa Rica-i válogatottban. Részt vett az 1990-es világbajnokságon, ahol a Costa Rica-iak összes mérkőzésén kezdőként lépett pályára.

## Sikerei, díjai
CS Herediano
- Costa Rica-i bajnok (1): 1992–93

Costa Rica
- CONCACAF-bajnokság győztes (1): 1989